# Henri Torre
Pour les articles homonymes, voir Torre.
Henri Torre est un homme politique français, né le 12 avril 1933 à Casablanca (protectorat français au Maroc) et mort le 18 avril 2025 à Guilherand-Granges. Il est notamment député de l'Ardèche de 1968 à 1980, président du Conseil général de ce département entre 1979 et 1998 puis sénateur de 1980 à 2008.
Henri Torre est secrétaire d'État auprès du ministre du Développement industriel et scientifique, puis auprès du ministre de l’Économie et des Finances de 1973 à 1974 sous la présidence de Georges Pompidou.

## Biographie

### Origines et débuts professionnels
Henri Eugène Torre voit le jour le 12 avril 1933 à Casablanca au Maroc alors sous protectorat français, il est le fils de Paul Étienne Torre, directeur de société et de Marceline Rollard.
Après des classes préparatoires aux grandes écoles, il est admis à HEC Paris.
Henri Torre devient chef de cabinet du gouverneur de Casablanca en 1956, puis attaché à la direction et directeur adjoint de la Compagnie sucrière marocaine de Casablanca de 1957 à 1965 et enfin directeur de société à Valence jusqu’en 1968. Il épouse Monique Durandeau en 1957 et ils auront quatre enfants .

### Débuts prometteurs (1968-1979)
Henri Torre se lance en  politique en 1968 quand le général de Gaulle dissout l'Assemblée nationale à la suite des événements de mai 68, où il obtient l'investiture de l'UDR dans la 2e circonscription de l'Ardèche lors des législatives de juin 1968. Au premier tour, il est en tête devant le député sortant RI Louis Roche-Defrance et Torre est élu dans une triangulaire au second tour avec 48,91 % des suffrages. Les années suivantes, il s'implante dans le département ardéchois en devenant maire de Boulieu-lès-Annonay en 1969 puis il entre au Conseil général le 7 mars 1970 comme représentant du canton de Serrières (il le reste jusqu'en 2001). Durant son premier mandat, Torre soutient une politique d'équipement pour le Nord-Ardèche ainsi que le 6e plan en 1971. Candidat pour un second mandat lors des législatives de mars 1973, il est facilement réélu avec 58,31 % contre le socialiste Louis Gaillard. Pierre Messmer le nomme secrétaire d'État auprès du ministre du Développement industriel et scientifique dans son deuxième gouvernement et le 23 octobre 1973 secrétaire d’État auprès du ministre de l’Économie et des Finances Valéry Giscard d'Estaing.
Au gouvernement, Henri Torre fait la connaissance de Jacques Chirac dont il devient un ami personnel mais la mort de Georges Pompidou et l'élection de Giscard d'Estaing en 1974 lui fait perdre ses fonctions ministérielles. Aux législatives partielles d'octobre 1974, il est à la surprise générale réélu de justesse avec 50,33 % contre le même candidat de l'année passée, il sera le seul député de l'Ardèche à conserver son canton lors des cantonales de 1976 et deux ans plus tard il est réélu député au premier tour avec 52,54 % des voix des législatives de 1978.

### Au sommet (1979-1998)
Henri Torre s'impose comme le patron de la droite dans son département et c'est tout naturellement qu'il accède le 27 mars 1979 à la présidence du conseil général de l'Ardèche où il succède à Paul Ribeyre. Souhaitant obtenir un mandat correspondant à ses responsabilités départementales, il est candidat aux élections sénatoriales du 28 septembre 1980 où il est élu au second tour avec 49,81 % des voix en compagnie du maire d'Aubenas Bernard Hugo. 
Réélu à la présidence du Conseil général en 1982 et 1985, à cette période, l'affrontement sur le terrain politique est vif entre Torre et le député-maire PS du Teil Robert Chapuis, ami personnel de Michel Rocard. 
Henri Torre soutient Jacques Chirac à l'élection présidentielle française de 1988.
Lors des  sénatoriales de 1989, il est largement réélu au premier tour avec près de 57 % des voix alors que son colistier Bernard Hugo est réélu lui au second tour. Dans les années 1990, Henri Torre est au sommet de sa carrière politique : sénateur, président du Conseil général et depuis 1987 président du Comité de Bassin Rhône-Méditerranée-Corse et il est réélu facilement à la présidence du conseil général de l'Ardèche en mars 1992 et mars 1994.

### Fin de carrière délicate (1998-2008)
Disposant de la plus large majorité de droite de l'histoire au Conseil général (23 sièges sur 33), des 3 sièges de député et des 2 sièges de sénateur du département, Henri Torre apporte un soutien sans failles à Jacques Chirac lors de la présidentielle de 1995. À la suite de la victoire de celui-ci, beaucoup le considèrent comme un ministrable au Bugdet mais Torre ne redevient pas ministre. Lors des législatives de 1997, la gauche rafle tous les sièges de députés du département.
Henri Torre est réélu pour un troisième mandat de sénateur en 1998 mais quelques mois plus tôt, la victoire de la gauche aux cantonales de 1998 lui fait perdre la présidence du Conseil général au profit de Michel Teston. La carrière politique d'Henri Torre se termine en 2008 quand, âgé de 75 ans, il décide de ne pas se présenter pour un quatrième mandat de sénateur.

## Refus de la Légion d'honneur
Il est promu au grade de chevalier de l'ordre national de la Légion d'honneur, pour la promotion du 1er janvier 2012. Après avoir déjà sollicité trois ans auparavant, Henri Torre a préféré refuser cette décoration : « Je persiste à rejeter cette distinction pour deux raisons principales :
- La Légion d’honneur n’a selon moi plus la même valeur qu’autrefois. Beaucoup trop de gens sont décorés chaque année. Cette promotion se fait n’importe comment et est décernée souvent à n’importe qui. (...)
- La seconde raison qui me pousse à refuser cette distinction est politique. À quelques mois de l’élection présidentielle, je tiens à réaffirmer clairement que je n’approuve pas l’action du président actuel. Je n'apprécie pas la manière dont Nicolas Sarkozy s'est conduit à la tête de ce pays. Il n’a aujourd'hui plus mon soutien. ».

## Détail des fonctions et des mandats
- 11 juillet 1968 - 13 mai 1973 : député de la 2e circonscription de l'Ardèche
- 23 septembre 1969 - 6 mars 1983 : maire de Boulieu-lès-Annonay
- 8 mars 1970 - 18 mars 2001 : conseiller général de Serrières
- 6 octobre 1974 - 28 septembre 1980 : député de la 2e circonscription de l'Ardèche
- 28 mars 1979 - 24 mars 1982 : président du conseil général de l'Ardèche
- 28 septembre 1980 - 21 septembre 2008 : sénateur de l'Ardèche
- 19 mai 1982 - 2 avril 1998 : président du conseil général de l'Ardèche
- 6 mars 1983 - 19 mars 1989 : conseiller municipal d'Annonay
- 22 mars 1992 - 26 mars 1992 : conseiller régional de Rhône-Alpes